# Arturo Pascal
Arturo Pascal (Luserna San Giovanni, 27 settembre 1887 – Torino, 7 novembre 1967) è stato uno storico e letterato italiano.

## Biografia
Nato a Luserna San Giovanni ma cresciuto a Pinerolo, dove il padre era pastore della chiesa valdese, Arturo Pascal studiò presso la facoltà di Lettere dell'Università di Torino e si laureò nel 1910 con lo storico del Medioevo Pietro Fedele.
Pascal proseguì gli studi alla Sorbona di Parigi, al Collège de France e alla École pratique des hautes études. Tornato in Italia iniziò la sua carriera di insegnante liceale, prima a Bobbio, Pinerolo, e dal 1920 passò al Liceo classico Massimo d'Azeglio di Torino, dove concluse la carriera nel 1957.
Pascal è stato autore di numerosi saggi storici, in particolare sulle vicende storiche dei valdesi in Italia, sulla Riforma e la Controriforma.

## Opere
- Un documento intorno al processo di Bartolomeo Fonzio (1558-1562), n. 69 (apr. 1938), pp. 68–71.
- Fonti e documenti per la storia della campagna militare contro i Valdesi negli anni 1560-61, n. 110 (dic. 1961), pp. 51–125.
- Documenti del 1560-61, n. 112 (dic. 1962), pp. 72–74.
- Un episodio ignoto della vita di Girolamo Miolo, n. 25 (1908), pp. 41–56.
- Le lettere del governatore delle Valli, Sebastiano Castrocaro, n. 26 (1909), pp. 15–38; n. 28 (1911), pp. 17–49.
- Comunità eretiche e chiese cattoliche nelle Valli Valdesi, secondo le Relazioni delle visite pastorali del Peruzzi e del Broglia, n. 30 (1912), pp. 61–73.
- Valdesi ed Ugonotti a Pinerolo sul principio del 1595, n. 34 (apr. 1915), pp. 73–78.
- Mercati e fiere a Luserna nel sec. XVI, n. 42 (dic. 1920), pp. 50–52.
- Un tentativo di eretici contro il castello di Verzuolo (1623), n. 44 (dic. 1922), pp. 42–70.
- L'Inquisizione a Chieri e a Carignano nel 1567, n. 51 (apr. 1928), pp. 88–99.
- La lotta contro la Riforma in Piemonte al tempo di Emanuele Filiberto, studiata nelle relazioni diplomatiche tra la Corte Sabauda e la S. Sede (1559-1580), n. 53 (apr. 1929), pp. 5–35; n. 55 (apr. 1930), pp. 5–108.
- Turco Balbani e le sue Lettere Consolatorie, n. 59 (apr. 1933), pp. 5–40.
- La colonia messinese di Ginevra e il suo poeta Giulio Cesare Paschali, n. 62 (set. 1934), pp. 118–134; n. 63 (apr. 1935), pp. 36–64; n. 64 (set. 1935), pp. 7–35; n. 65 (apr. 1936), pp. 38–73; n. 66 (set. 1936), pp. 21–54.
- La colonia piemontese a Ginevra nel secolo XVI, in Ginevra e l'Italia, Firenze 1959
- Il Marchesato di Saluzzo e la Riforma protestante durante il periodo della dominazione francese (1548-1588), Firenze: Sansoni Editore, 1960.